# توماس شيبمان ماكراي
توماس شيبمان ماكراي (بالإنجليزية: Thomas Chipman McRae)‏ (و. 1851 – 1929 م)هو سياسي، ومحامي من الولايات المتحدة الأمريكية . ولد في مقاطعة يونيون، أركنسو .
وهو عضو في الحزب الديمقراطي الأمريكي .
توفي في بريسكوت .